# Gai Antisti Vet (cònsol 6 aC)
Gai Antisti Vet (en llatí Caius Antistius Vetus) era membre de la Gens Antístia, una gens d'origen plebeu, Va ser un magistrat romà. Era fill de Gai Antisti Vet, que havia estat tribú l'any 57 aC i cònsol sufecte l'any 30 aC.
Antisti Vet va començar la seva carrera política com a magistrat monetari els anys 16 i 15 aC. Entre els anys 26 i el 24 aC va participar en les Guerres Càntabres, comandant cinc legions romanes al setge d'Aracillum (25 aC), ja que l'emperador August es va posar malalt. August havia dirigit personalment la major part de la campanya. Mentre va durar la campanya, Gai Antisti també va col·laborar amb August a Amaya, a Bergida i al Mons Vindius. Després de l'èxit obtingut, Antisti va passar a ser el governador provincial (procònsol) d'Hispània Citerior.
Va ser cònsol el 6 aC amb Dècim Leli Balb. Va viure per veure els seus dos fills, Gai Antisti Vet i Luci Antisti Vet, exercir com a cònsols, el primer l'any 23 i el segon l'any 26 i, per tant, no va morir fins a l'any 28. Va ser amic de l'escriptor Vel·lei Patercle que indica que Vet era pontífex.